# KRI Bima Suci
«Бима Сучи» — учебный парусный корабль ВМС Индонезии, построенный на замену легендарного корабля «Деваруши», который находился в строю с 1953 года. Мореходную практику на корабле проходят курсанты военно-морской Академии (ААЛ).

## История
Корабль был построен на испанской верфи Construcciones Navales Paulino Freire (CNP Freire) в Виго. Строительство судна началось 16 ноября 2015 года с первой торжественной резки стали. Киль судна был заложен 27 января 2016 года. Спуск на воду состоялся 17 октября 2016 года. В церемонии приняли участие министр обороны Индонезии Рямиазард Рякуду и командующий ВМС Аде Супанди. Корабль вступил в строй 12 сентября 2017 года.
По техническому проекту длина корабля корабля составляет 111,2 м, длина корпуса — 93,2 м, длина по ватерлинии — 78,4 м, ширина — 13,65 м, осадка 4,5 м. Тип парусного вооружения — трёхмачтовый барк с 26 парусами общей площадью 3361 м². Высота главной палубы 9,20 м от ватерлинии. Преимуществами «Бима Сучи» по сравнению с предшественником являются более совершенные средства навигации, опреснитель морской воды, современные средства связи и передачи цифровых данных.
В свой первый рейс «Бима Сучи» отправился 18 сентября 2017 года из Испании, где он был построен. На борту находились 119 курсантов и кадетов военно-морской Академии. 24 ноября 2017 корабль прибыл в Сурабаю.

## Командиры
Первым командиром корабля стал капитан 2 ранга Видьятмоко Баруно Аджи, который ранее занимал должность командира парусника «Деваруши».
1. Капитан 2 ранга Видьятмоко Баруно Аджи (2017–настоящее время)